# Rasputica

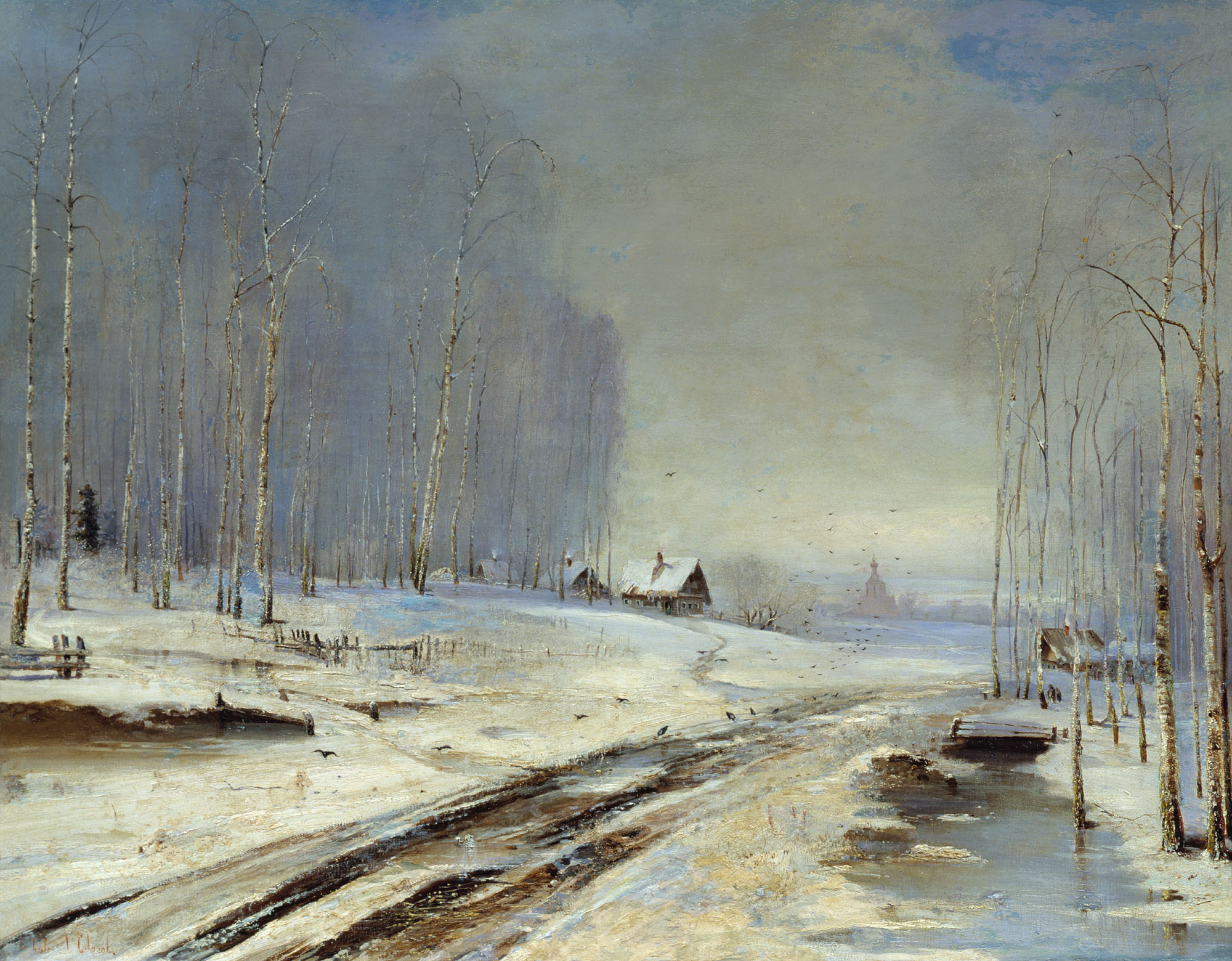
Aleksiej Sawrasow, Roztopy (1894)

Rasputica (z ros. распу́тица, ukr. бездоріжжя ’bezdroża’) – okres w roku, podczas którego drogi gruntowe w Rosji, na Białorusi i na Ukrainie stają się nieprzejezdne lub bardzo trudno przejezdne. 

## Opis
Rasputica jest spowodowana intensywnymi opadami deszczu lub wiosennymi roztopami. Wyróżnia się jej dwa rodzaje: jesienną i wiosenną. Rasputica jesienna spowodowana jest intensywnymi opadami deszczu i kończy się z pierwszymi mrozami, kiedy wilgotna ziemia zamarza do głębokości jednego metra. Podczas roztopów następuje rasputica wiosenna, groźniejsza z powodu wody uwięzionej w glebie w postaci lodu. Jesienią rozpoczyna się ona zazwyczaj w połowie października i trwa do końca pierwszej połowy listopada.

## W historii wojskowości
Rasputica od wieków ma znaczenie w wojskowości, gdyż znacząco wpływa na szybkość poruszania się oddziałów wojskowych. Odegrała ona kluczową rolę w wyprawie na Moskwę cesarza Francuzów Napoleona – szczególnie jesienna, która w znacznym stopniu spowolniła odwrót Wielkiej Armii oraz na froncie wschodnim podczas II wojny światowej – spowalniając postępy Wehrmachtu i skutecznie blokując niemieckie szlaki logistyczne.

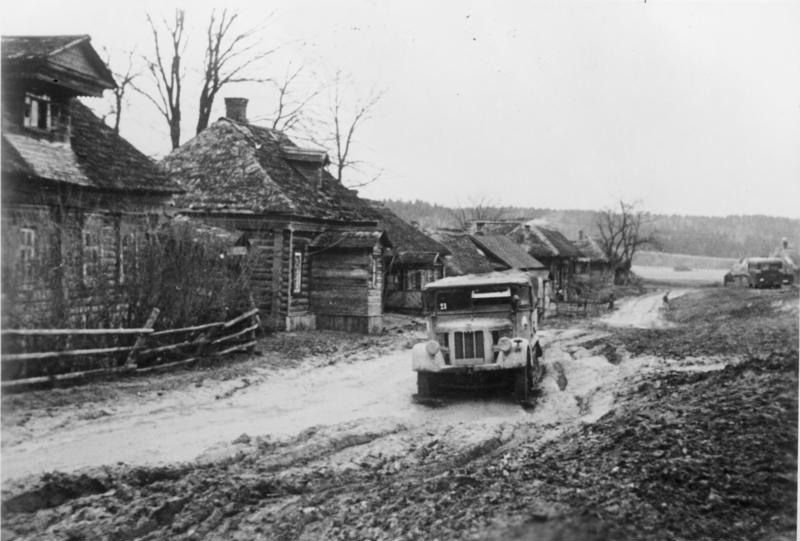
Niemiecki Sd.Kfz.11 zakopany w błotach rasputicy w czasie ofensywy na Moskwę (listopad 1941)
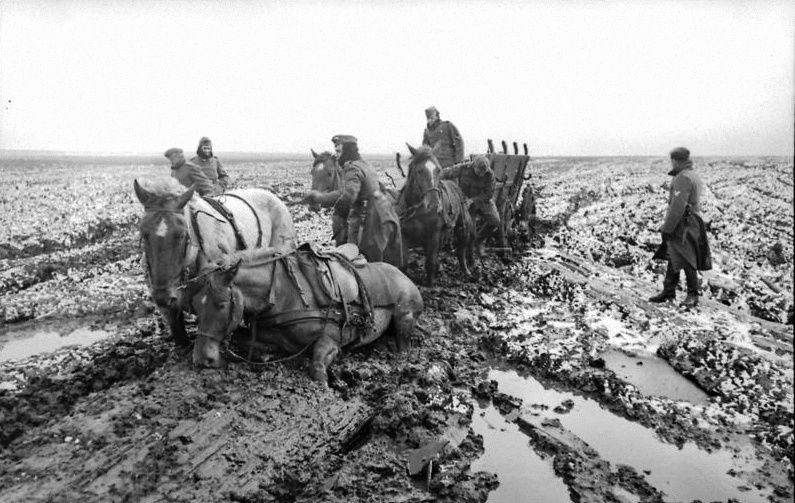
Rosja (Kursk) – zaprzęg konny w głębokim błocie (marzec 1942)
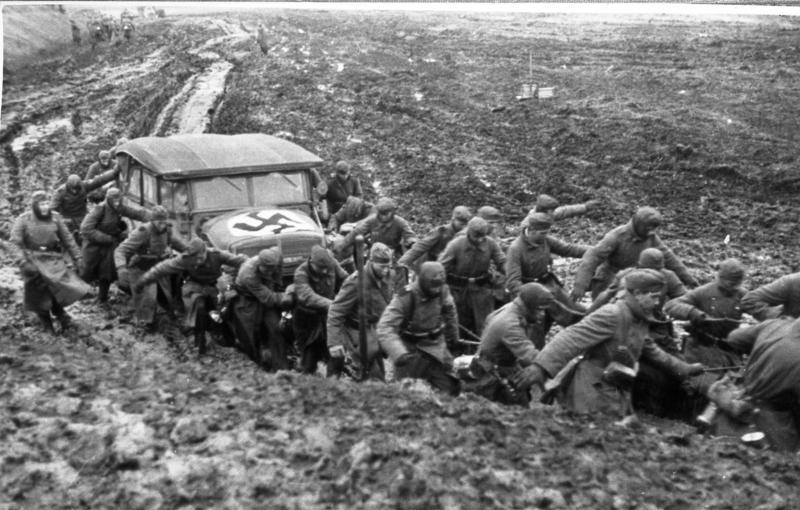
Żołnierze niemieccy wyciągają auto z błota na froncie wschodnim (październik 1941)
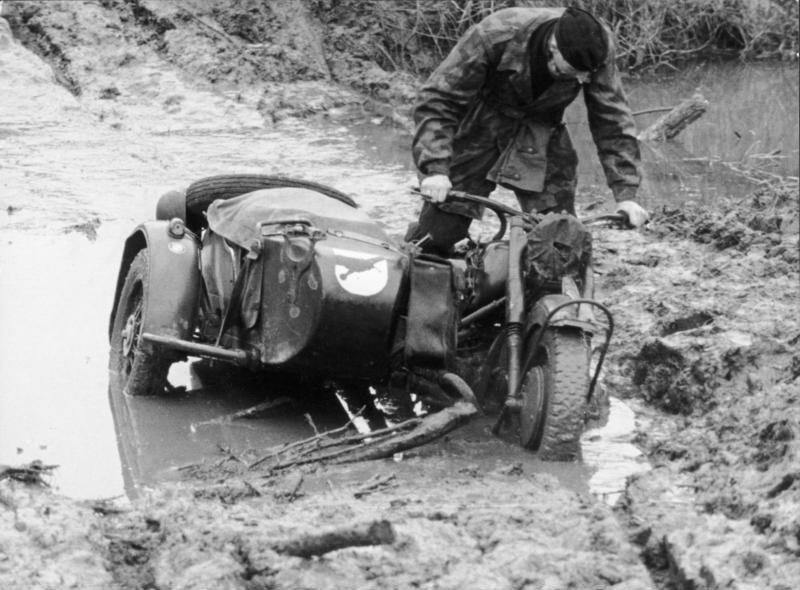
Rosja, niemiecki motocykl BMW R 75 uwięziony w błocie (wiosna 1943)
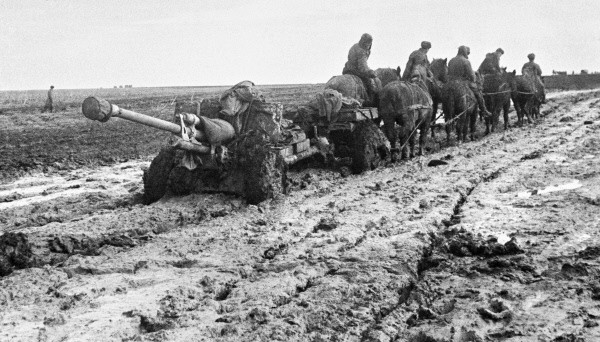
Radzieccy artylerzyści z armatą ZiS-3 (październik 1942)